# Supercoupe d'Uruguay de football
La Supercoupe d'Uruguay de football (en espagnol : Supercopa Uruguaya) est une compétition annuelle de football organisée par l'Association uruguayenne de football.
À compter de l'édition 2025, elle oppose le Champion d'Uruguay et le vainqueur de la Coupe d'Uruguay. 
Le tenant du titre est le Nacional, vainqueur de l'édition 2025 et club le plus titré (conjointement avec le Liverpool FC) avec trois victoires dans la compétition.

## Format

### 2018-2024
Le 26 janvier 2018 se joue la première édition de la compétition, destinée à marquer le coup d'envoi de chaque nouvelle saison dans le football uruguayen, en janvier ou février. Le champion de Primera División y affronte le vainqueur du Tournoi Intermédiaire (es), un mini-tournoi disputé en milieu de saison par les 16 équipes de première division.
Si les deux compétitions sont remportées par la même équipe, c'est le finaliste du Tournoi Intermédiaire qui dispute la Supercoupe.
Lors de l'édition 2022, la fédération doit trouver une solution pour remplacer le vainqueur du Tournoi Intermédiaire, qui n'a pas été disputé en 2021 à cause de la pandémie de Covid-19; c'est finalement Plaza Colonia, vainqueur du Tournoi d'ouverture 2021 qui récupère la place.

### À partir de 2025
En 2022, la Coupe d'Uruguay est créée. Si, dès sa création, il est programmé d'inclure le champion en Supercoupe, il faudra attendre l'édition 2025.
Ainsi, la compétition est maintenant disputée par le champion d'Uruguay et le vainqueur de la coupe. Si les deux compétitions sont remportées par la même équipe, c'est le finaliste de la coupe qui rejoint le champion en Supercoupe. Grâce à ce changement, la compétition est maintenant ouverte aux clubs amateurs, potentiels vainqueurs de la coupe d'Uruguay.

En cas de match nul à la fin du temps réglementaire, des prolongations de 30 minutes sont jouées, au terme desquelles les équipes se départagent aux tirs au but.

## Palmarès

### Par édition
| Édition | Vainqueur | Score                | Finaliste            | Stade                                    |
| ------- | --------- | -------------------- | -------------------- | ---------------------------------------- |
| 2018    | Peñarol   | 3 - 1                | Nacional             | Stade Centenario, Montevideo             |
| 2019    | Nacional  | 1 - 1 ap (4 - 3 tab) | Peñarol              | Stade Centenario, Montevideo             |
| 2020    | Liverpool | 4 - 2 ap             | Nacional             | Stade Domingo Burgueño Miguel, Maldonado |
| 2021    | Nacional  | 2 -0                 | Montevideo Wanderers | Stade Centenario, Montevideo             |
| 2022    | Peñarol   | 1 - 0 ap             | Plaza Colonia        | Stade Domingo Burgueño Miguel, Maldonado |
| 2023    | Liverpool | 1 - 0                | Nacional             | Stade Centenario, Montevideo             |
| 2024    | Liverpool | 1 - 0                | Defensor             | Stade Alfredo-Víctor-Viera, Montevideo   |
| 2025    | Nacional  | 2 - 1                | Peñarol              | Stade Centenario, Montevideo             |

### Par club
| Club                 | Victoire(s) | Finale(s) | Éditions remportées | Finales perdues  |
| -------------------- | ----------- | --------- | ------------------- | ---------------- |
| Nacional             | 3           | 3         | 2019, 2021, 2025    | 2018, 2020, 2023 |
| Liverpool            | 3           | -         | 2020, 2023, 2024    | -                |
| Peñarol              | 2           | 2         | 2018, 2022          | 2019, 2025       |
| Montevideo Wanderers | -           | 1         | -                   | 2021             |
| Plaza Colonia        | -           | 1         | -                   | 2022             |
| Defensor             | -           | 1         | -                   | 2024             |